# HMS Ejdern (B01)
HMS Ejdern (B01) var en av svenska marinens hydrofonbojfartyg. Fartyget byggdes år 1991 av Djupviks varv på Tjörn och hade till uppgift att med hjälp av passiva sonarbojar spana efter och lokalisera främmande undervattensverksamhet. Det man skulle kunna spana efter var bland annat ubåtar, dykfarkoster och dykare. Fartyget togs ur drift 2004 som ett led i besparingarna inom Försvarsmakten. Efter det har fartyget från 2011 använts av FOI. Från sommaren 2017 har Västernorrlands Sjövärnskår övertagit fartyget. Fartyget avses att användas av bland annat Hemvärnet och vid sommarskolan på Lungön.
Bemanningen ombord bestod av tre till fyra officerare och sex värnpliktiga.